# Willem Reyersz de Langue
|                                                                                           |  |  |
| Willem de Langue (1599-1656) en zijn vrouw Maria Pijnaecker (Willem van der Vliet, 1626). |  |  |

Willem Reyersz de Langue (Delft, 1599 – aldaar, 1656) was notaris te Delft, en was tevens een belangrijk persoon voor de kunstwereld in Delft.
Op 9 februari 1623 werd Willem de Langue als notaris te Delft geïnstalleerd. In 1624 was hij al in het bezit van een kunstcollectie, zoals blijkt uit het dagboek van David Beck (1594-1634), een in Duitsland geboren Haagse schoolmeester, die naar Delft kwam om zijn laatste aankopen te bewonderen.
Op 19 oktober 1625 trouwde Willem de Langue met Maria Jorisdr. van Pijnaecker. Uit een boekje uit de jaren 1620 tot 1624 blijkt dat Willem de Langue de rederijkers dichtkunst beoefende. Het boekje bevat een lofdicht op zijn aanstaande bruid waarin hij hun gezamenlijke passie "const-dorstich" noemt.
Naast beoefenaar van de dichtkunst en de kalligrafie was Willem de Langue een kunstverzamelaar. Uit een inventarisatie (1691) van de kunstwerken die zijn dochter waarschijnlijk had geërfd, volgt dat hij werken in bezit had van van Leonard Bramer, Jacob Willemsz. Delff (II), Roelant Savery en Rembrandt. De Langue onderhield persoonlijke en zakelijke relaties met kunstenaars en kunsthandelaren. Hans Jordaens, Leonart Bramer, Jacob Delff, Balthasar van der Ast, Evert van Aelst, Johannes Vermeer en diens vader, kunsthandelaar Reynier Jansz., behoorden tot zijn relaties en klantenkring. De Langue heeft waarschijnlijk geen schilderijen van Jan Vermeer in bezit gehad, want diens carrière begon pas rond de dood van De Langue. Jan Vermeers huwelijk is wel voor Willem de Langue notarieel vastgelegd.
De nagelaten administratie van notaris De Langue wordt in het Gemeentearchief van Delft bewaard, en vormt een belangrijke bron van informatie voor deze bloeiperiode in de Delftse kunstgeschiedenis.